# Харрис (округ, Техас)
Округ Харрис (англ. Harris county) — округ штата Техас Соединённых Штатов Америки. На 2000 год в нем проживало 3 400 590 человек. По оценке бюро переписи населения США в 2008 году население округа составляло 3 984 349 человек. Таким образом округ Харрис занимает первое место по численности населения среди округов Техаса, а также третье среди всех округов США. Окружным центром является город Хьюстон, самый большой город штата.

## История
Округ Харрис был сформирован в 1836 году и изначально назвался Харрисберг. В декабре 1839 года он был переименован в Харрис. Это название он получил в честь Джон Ричардсона Харриса, одного из ранних поселенцев на территории округа.

## География
По данным бюро переписи населения США площадь округа Харрис составляет 4604 км², из которых 4478 км² — суша, а 127 км² — водная поверхность (2,75 %).

### Основные шоссе
| - Автострада 10 - Автострада 45 - Кольцевая автострада 610 - Шоссе 59 - Шоссе 90 - Вспомогательное шоссе 90 - Шоссе 290 | - Автомагистраль 3 - Автомагистраль 6 - Автомагистраль 146 - Автомагистраль 225 - Автомагистраль 249 - Автомагистраль 288 - Кольцевая дорога 8 |

### Соседние округа
- Монтгомери (север)
- Либерти (северо-восток)
- Чеймберс (восток)
- Галвестон (юго-восток)
- Бразория (юг)
- Форт-Бенд (юго-запад)
- Уоллер (северо-запад)

## Демография
По данным переписи населения 2000 года в округе Харрис проживало 3 400 578 человек, было 1 205 516 домашних хозяйств и 834 217 семей. Плотность населения составляла около 759 человек на км². Среди населения было 58,73 % белых, 18,49 % чёрных или афроамериканцев, 0,45 % индейцев, 5,14 % азиатов, 0,06 % жителей океании и 14,18 % других рас, 2,96 % относились к 2 или более расам. 32,93 % населения являлись испано- или латиноамериканцами. Родным языком для 63,8 % населения был английский, для 28,8 % — испанский, для 1,6 % — вьетнамский.
Среди 1 205 516 хозяйств, 37,7 % имели детей возрастом до 18 лет, 50,6 % супружеских пар живущих вместе, 13,7 % женщин-одиночек, 30,8 % не имели семей. 25,1 % от общего количества живут самостоятельно, 5,3 % одинокие старики в возрасте от 65 лет и старше. В среднем на каждое хозяйство приходилось 2,79 человек, среднестатистический размер семьи составлял 3,38 человек.
Показатели по возрастным категориям в округе были следующие: 29 % жители до 18 лет, 10,3 % от 18 до 24 лет, 33,4 % от 25 до 44 лет, 19,8 % от 45 до 64 лет и 7,4 % старше 65 лет. Средний возраст составлял 31 год. На каждые 100 женщин приходилось 99,2 мужчин. На каждые 100 женщин в возрасте 18 лет и старше приходилось 97 мужчин.
Средний доход на хозяйство в округе составлял $42 598, на семью — $49 004. Среднестатистический заработок мужчины был $37 361 против $28 941 для женщины. Доход на душу населения в округе составлял $21 435. Около 12,1 % семей и 14,97 % населения зарабатывало меньше прожиточного минимума. Среди них было 19,6 % тех кому ещё не исполнилось 18 лет, и 12,2 % тех кому было уже больше 65 лет.

## Политика
| Год  | Демократы     | Республиканцы |
| ---- | ------------- | ------------- |
| 2008 | 50.5 % 590982 | 48.8 % 571883 |
| 2004 | 44.6 % 475865 | 54.6 % 584723 |
| 2000 | 42.9 % 418267 | 54.3 % 529159 |
| 1996 | 45.2 % 386726 | 49.2 % 421462 |
| 1992 | 38.2 % 360171 | 43.1 % 406778 |
| 1988 | 42.1 % 342919 | 57.0 % 464217 |
| 1984 | 38.3 % 334135 | 61.5 % 536029 |
| 1980 | 38.1 % 274061 | 57.9 % 416655 |
| 1976 | 47.0 % 321897 | 52.2 % 357536 |
| 1972 | 36.9 % 215916 | 62.6 % 365672 |
| 1968 | 38.8 % 182546 | 42.9 % 202079 |
| 1964 | 59.5 % 227819 | 40.3 % 154401 |
| 1960 | 45.6 % 148275 | 51.7 % 168170 |

## Смертная казнь
После 1976 года (год возобновления смертной казни в США после её юридического восстановления) в округе Харрис было вынесено больше смертных приговоров, и по этим приговорам казнено больше людей, чем в каком-либо другом округе США. Более того, по числу приведённых в исполнение смертных приговоров, если бы округ Харрис учитывался как отдельный штат, он бы занял третье место вслед за Техасом (без округа Харрис) и Виргинией.

## Населённые пункты

### Города, посёлки, деревни
| - Банкер-Хилл-Виллидж - Бейтаун (частично в округе Чеймберс) - Беллэр - Галина-Парк - Джерси-Виллидж - Дир-Парк - Кейти (частично в прилегающих округах) - Ла-Порт - Лиг-Сити (большая часть в округе Галвестон) | - Миссури-Сити (большая часть в округе Форт-Бенд) - Морганс-Пойнт - Нассо-Бей - Пасадина - Пайни-Пойнт-Виллидж - Пэрленд (частично в прилегающих округах) - Саут-Хьюстон - Саутсайд-Плейс - Сибрук | - Спринг-Валли-Виллидж - Стаффорд (большая часть в округе Форт-Бенд) - Тейлор-Лейк-Виллидж - Томболл - Уоллер - Уэбстер - Уэст-Юниверсити-Плейс - Френдсвуд (большая часть в округе Галвестон) | - Хамбл - Хантерс-Крик-Виллидж - Джасинто-Сити - Хедвиг-Виллидж - Хилшир-Виллидж - Хьюстон (частично в прилегающих округах) - Шорэйкрс - Эль-Лаго |

## Города-побратимы
- Новый Тайбэй, Тайвань[4]